# Interregnum
Міжправління (лат. interregnum) — у монархічних державах період вакантності престолу (імператорського, королівського, князівського, герцогського тощо). За час відсутності монарха його державою керує регент, або регентська рада. Часто — міжцарів'я (від рос. междуцарствие), або безкоролів'я (від пол. bezkrólewie).

## Назва
- Безкоролів'я — у країнах, де править король.
- Міжцарів'я — у країнах, де править цар.

## Спадкові монархії
У спадкових монархіях ситуація міжкоролів'я може виникати в разі відсутності очевидних правил спадкування (невизначеності вибору наступника, очікування його згоди), або ж за умови припинення царської династії (династична криза). При спадковій монархії, міжцарів'я зазвичай призводить до гострої політичної кризи та періоду нестабільності.

## Виборні монархії
При виборній монархії міжцарів'я є нормальною й передбачуваною ситуацією, для якої передбачені нормативні механізми тимчасового виконання повноважень глави держави до моменту обрання монарха.
У Речі Посполитій, у яку входили території Польщі, України, Литви та Білорусі, період безкоролів'я виникав після смерті попереднього монарха, до обрання та коронації наступного. У цей час католицький архієпископ, примас Польщі, виконував повноваження тимчасового глави держави — інтеррекса, який збирав та очолював конвокаційний (підсумковий), а потім елекційних (виборчий) сейм.